# Мацей Журавський
Мацей Станіслав Журавський (пол. Maciej Stanisław Żurawski [ˈmatɕɛj ʐuˈrafski], нар. 12 вересня 1976, Познань) — колишній польський футболіст, нападник.
Насамперед відомий виступами за клуби «Вісла» (Краків) та «Селтік», а також національну збірну Польщі.

## Клубна кар'єра
У дорослому футболі дебютував 1994 року виступами за команду «Варта» (Познань), в якій провів чотири сезони, взявши участь у 59 матчах чемпіонату.
Протягом 1998—2000 років захищав кольори клубу «Лех».
Своєю грою за команду з Познані привернув увагу представників тренерського штабу клубу «Вісла» (Краків), до складу якого приєднався 2000 року. Відіграв за команду з Кракова наступні п'ять сезонів своєї ігрової кар'єри. Більшість часу, проведеного у складі краківської «Вісли», був основним гравцем атакувальної ланки команди. У складі краківської «Вісли» був одним з головних бомбардирів команди, маючи середню результативність на рівні 0,66 голу за гру першості.
2005 року уклав контракт з «Селтіком», у складі якого провів наступні три роки своєї кар'єри гравця. В новому клубі був серед найкращих голеодорів, відзначаючись забитим голом в середньому щонайменше у кожній третій грі чемпіонату.
Згодом, з 2008 по 2010 рік, грав у складі клубів «Лариса» та «Омонія».
Завершив професійну ігрову кар'єру у клубі «Вісла» (Краків), у складі якого вже виступав раніше. Журавський прийшов до команди 2010 року і захищав її кольори до припинення виступів на професійному рівні у 2011.

## Виступи за збірну
1998 року дебютував в офіційних матчах у складі національної збірної Польщі. Протягом кар'єри у національній команді, яка тривала 11 років, провів у формі головної команди країни 72 матчі, забивши 17 голів.
У складі збірної був учасником чемпіонату світу 2002 року в Японії і Південній Кореї, чемпіонату світу 2006 року у Німеччині та чемпіонату Європи 2008 року в Австрії і Швейцарії.

## Титули і досягнення

### «Вісла» (Краків)
- Чемпіон Польщі: 2000-01, 2002-03, 2003-04, 2004-05, 2010-11
- Володар Кубка Польщі: 2001-02, 2002-03
- Володар Кубка Польської Ліги: 2001
- Володар Суперкубка Польщі: 2001

### «Селтік»
- Чемпіон Шотландії: 2005-06, 2006-07, 2007-08
- Володар Кубка Шотландії: 2006-07
- Володар Кубка шотландської ліги: 2005-06

### «Омонія»
- Чемпіон Кіпру: 2009–10

### Індивідуальні
- Футболіст року в Польщі: 2002
- Найкращий бомбардир Екстракласи: 2001-02, 2003-04